# Volker Strassen
Volker Strassen, född 29 april 1936, är en tysk matematiker, professor emeritus vid institutionen för matematik och statistik vid Universitetet i Konstanz. 
För hans viktiga bidrag till analysen av algoritmer, har han fått många utmärkelser, inklusive Kantormedaljen,  Konrad Zuse-medaljen,  Paris Kanellakis-utmärkelsen för arbete med randomiserad primalitetstest, Knuth-priset för "banbrytande och inflytelserika bidrag till design och analys av effektiva algoritmer."